# Salt Lake City Open 1974
Il Salt Lake City Open 1974 è stato un torneo di tennis giocato sul sintetico indoor. È stata la 2ª edizione del torneo, che fa parte del Commercial Union Assurance Grand Prix 1974; si è giocato a Salt Lake City negli Stati Uniti dal 18 al 24 marzo 1974.

## Campioni

### Singolare maschile
Jimmy Connors ha battuto in finale  Vitas Gerulaitis con il punteggio di 4–6 7–6 6–3

### Doppio maschile
Jimmy Connors /  Vitas Gerulaitis hanno battuto in finale  Iván Molina /  Jairo Velasco, Sr. con il punteggio di 2–6, 7–6, 7–5